# Ferozkohi
 Ferozkohi és una tribu de l'Afganistan, del grup Aymak o Txahar Aymak, que viuen al nord a la vora del riu Murghab, a la riba superior.
Se suposa que la confederació dels Txahar Aymak es va formar vers el segle xviii, durant el període dels durrani, amb tribus autòctones del país i amb els hazares mongols oposats als turcmans.